# MV Водолея
MV Водолея (лат. MV Aquarii) — одиночная переменная звезда в созвездии Водолея на расстоянии (вычисленном из значения параллакса) приблизительно 2950 световых лет (около 905 парсеков) от Солнца. Видимая звёздная величина звезды — от +12,7m до +11,1m.

## Характеристики
MV Водолея — красная пульсирующая полуправильная переменная звезда типа SRB (SRB) спектрального класса M5/6. Эффективная температура — около 3293 К.